# Estación Viña del Mar
Viña del Mar es una estación de la línea de Tren Limache-Puerto, de la comuna de Viña del Mar, en el Gran Valparaíso, Chile, se ubica en la intersección entre el par vial Viana/Álvarez con las plazas Sucre y Eduardo Grove.

## Etimología
Su nombre proviene de una viña perteneciente a la orden jesuita que se encontraba en las inmediaciones.

## Historia

### SigloXIX

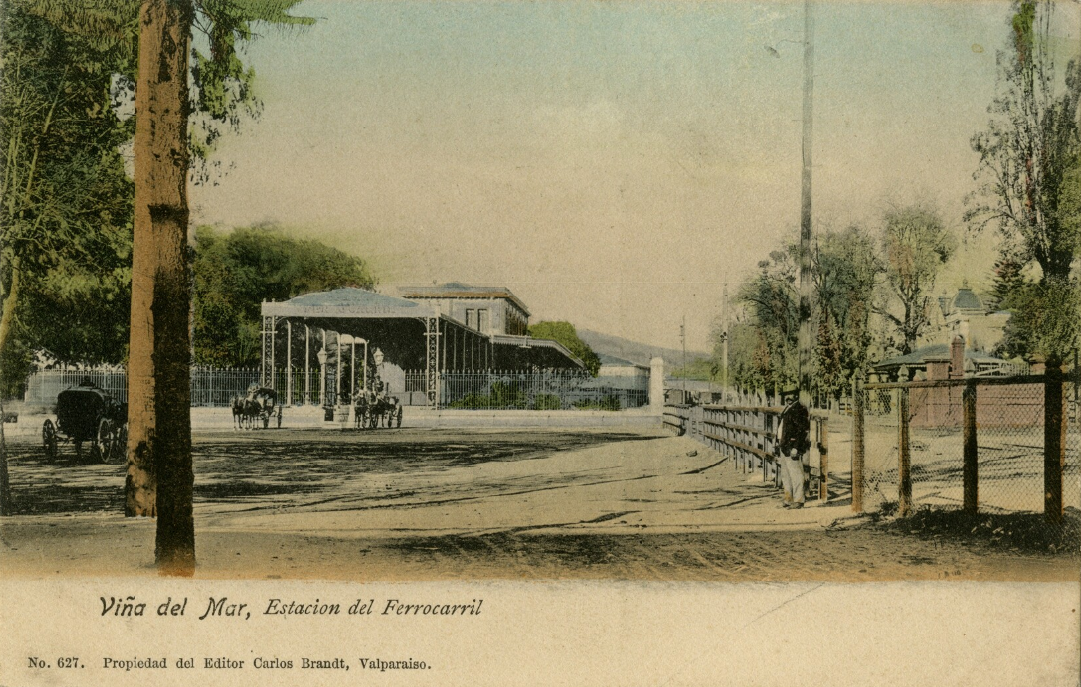
Estación Viña del Mar (c. 1895).

La construcción del ferrocarril comenzó desde Valparaíso con dirección a Santiago, el tramo de la línea del tren entre estación Barón y El Salto el 16 de septiemrbe de 1855.
Sin embargo, la primera estación fue inaugurada en 1863, con la apertura del tramo ferroviario entre Santiago y Valparaíso. El edificio original estaba compuesto por dos volúmenes simétricos de madera, unidos por un vano abierto con techo de acceso a los andenes. Una de las alas albergaba las oficinas administrativas y operativas de la estación, mientras que la otra servía como residencia del jefe de estación y su familia.
En 1880, el recinto fue remodelado con la inclusión de una boletería y un espacio cerrado para los pasajeros. Sin embargo, debido al crecimiento poblacional y el aumento de la demanda de transporte, una década después se construyó una tercera estación, más amplia y con mejores comodidades. Este nuevo edificio contaba con dos plantas, una marquesina volada sobre el andén principal y un acceso lateral a través de un pasillo techado de fierro dulce. Además, se incorporó un andén y boletería con entrada desde la calle Álvarez, destinada a los pasajeros con destino a Valparaíso.
El historiador Benjamín Vicuña Mackenna la denominó "la hija de los rieles", destacando su rol central en la consolidación de Viña del Mar como un importante balneario y centro de esparcimiento para los habitantes de Santiago y Valparaíso. Desde su inauguración, la estación se convirtió en un punto clave para la conectividad de la ciudad y en un factor determinante para su urbanización.

### SigloXX

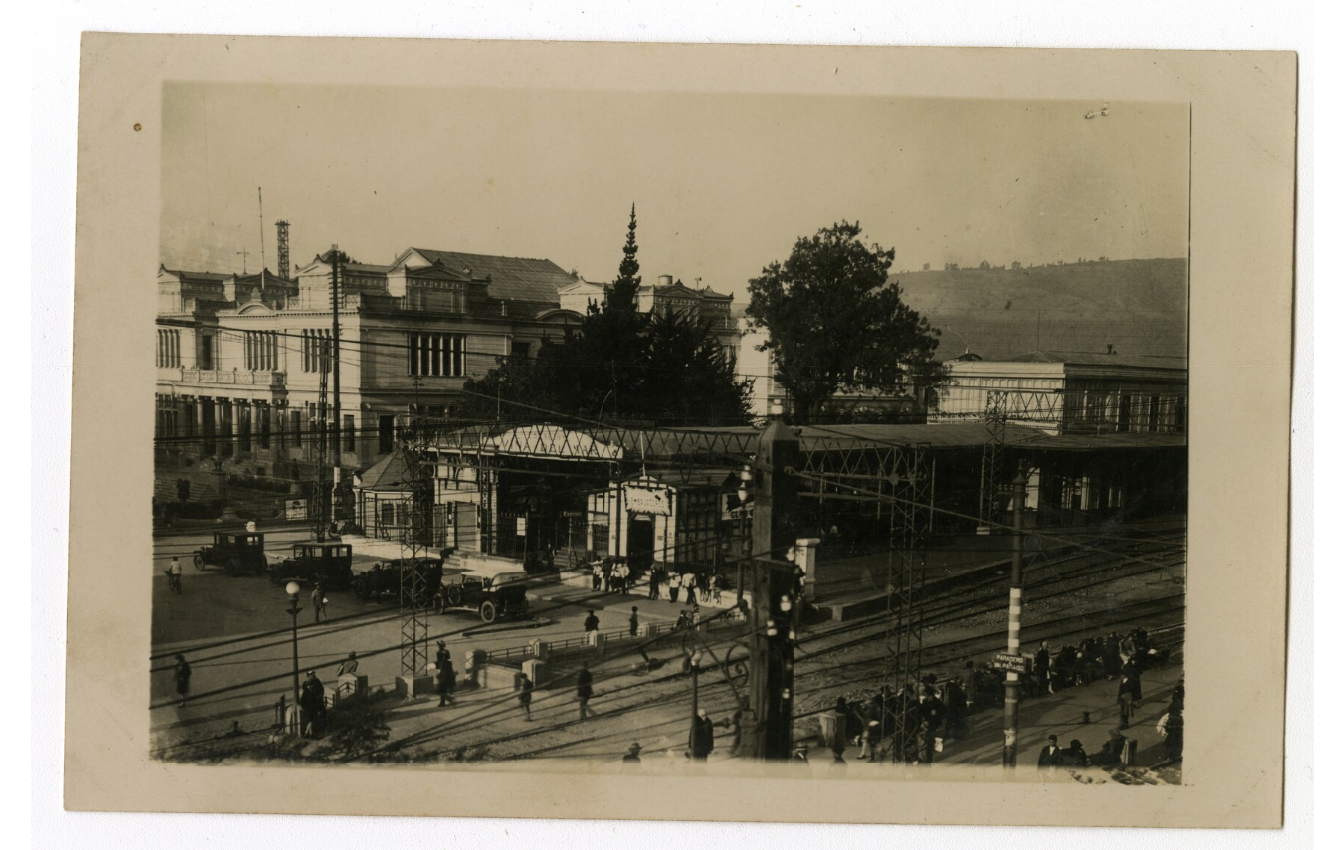
Tercera estación Viña del Mar y a su costado Club de Viña del Mar (1915)

El 12 de enero de 1923 se ordena la instalación de servicio de agua potable en las casas de empleados de la estación.
El Ferrocarril a las Salinas fue un ramal ferroviario de carácter industrial construido a finales del siglo XIX, cuando la Compañía de Muelles de la Población Vergara (CPVY) estableció un área de procesamiento y almacenamiento de salitre en el sector de la playa de Las Salinas. El ramal tenía una extensión aproximada de 2,6 km que conectaba con la estación de Viña del Mar. La zona norte al estero Marga Marga tuvo un gran desarrollo industrial, provocando que existieran multiples desvíos de este ramal hacia distintas empresas en el lugar; en 1910 el ramal obtuvo doble vía. En 1940 el ramal es levantado.

### SigloXXI

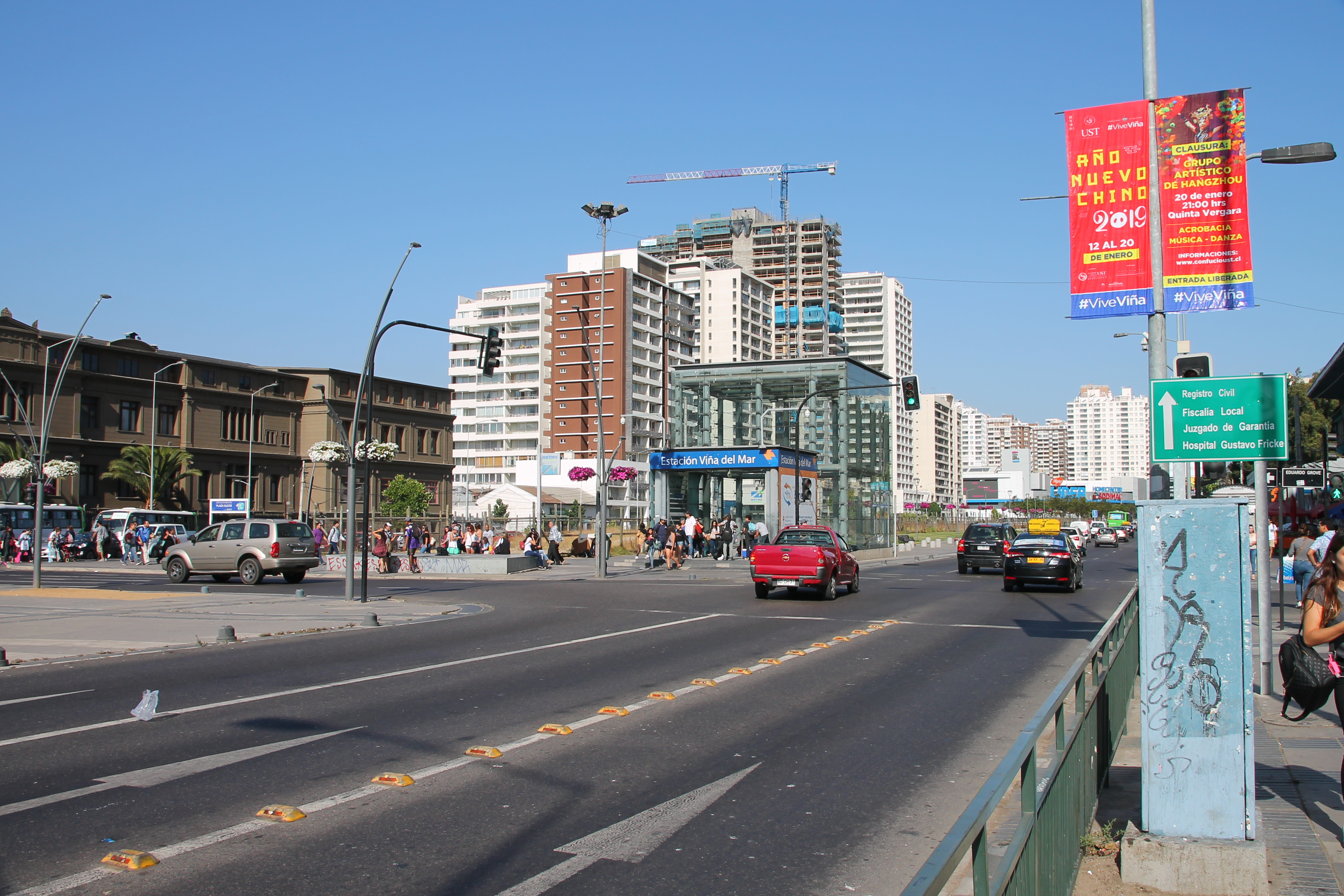
Cuarta estación Viña del Mar (2019).

Hasta principios de la década de 2000 era el punto obligado que conectaba el ferrocarril y la comuna, en el tiempo en que era manejado por el Metro Regional de Valparaíso.
Con el fin de entregar un servicio más expedito que conectara a la zona del interior con el puerto, además de desconcentrar el tránsito entre las calles Álvarez y Viana, la línea ferroviaria se soterró junto a la estación de Viña del Mar. Con la construcción del nuevo sistema de transporte Tren Limache-Puerto, se demolió la infraestructura de pasajeros que existía previamente, para dar espacio a la construcción de una nueva estación de mesanina subterránea, siendo inaugurada el 23 de noviembre de 2005.
Actualmente la parada es una de las más congestionadas de la línea de metro, razón por la cual sus andenes son más anchos para recibir un mayor flujo de personas.[cita requerida] Aquí se encuentra una de las oficinas de servicio al cliente de la empresa de metro.

## Entorno
En su entorno se encuentran la Iglesia de Nuestra Señora de los Dolores, la Plaza José Francisco Vergara, la Avenida Valparaíso, la Quinta Vergara y el Club de Viña del Mar.